# São José do Sabugi
Pour les articles homonymes, voir São José.
São José do Sabugi est une ville brésilienne du centre de l'État de la Paraíba.
Sa population était estimée à 3 986 habitants en 2007. La municipalité s'étend sur 207 km2.